# Philipp Huber
Philipp Huber (18 februari 1974) is een Zwitserse tienkamper. Hij nam tweemaal deel aan de Olympische Spelen, maar won hierbij geen medailles.
Huber werd vijfde op het WK junioren atletiek in 1992 en twaalfde op het WK atletiek 1997. Hij deed ook mee aan de Olympische Spelen van 1996 in Atlanta en de Olympische Spelen van 2000 in Seoel, maar behaalde geen medaille.
Zijn persoonlijk record is 8153 punten, dat hij in juni 2000 behaalde in Götzis. In zijn acteive tijd was hij aangesloten bij Leichtathletik Club Zürich.

## Titels
- Zwitsers kampioen tienkamp - 1997
- Zwitsers kampioen zevenkamp (indoor) - 2000, 2002, 2004

## Persoonlijke records
Outdoor
| Onderdeel            | Prestatie | Datum           | Plaats |
| -------------------- | --------- | --------------- | ------ |
| 100 m                | 11,00 s   | 3 juni 2000     | Götzis |
| 400 m                | 48,00 s   | 5 augustus 1997 | Athene |
| 1500 m               | 4.20,90   | 6 augustus 1997 | Athene |
| 110 m horden         | 14,65 s   | 6 augustus 1997 | Athene |
| hoogspringen         | 1,88 m    | 3 juni 2000     | Götzis |
| polsstokhoogspringen | 5,10 m    | 6 mei 2000      | Olten  |
| verspringen          | 7,32 m    | 3 juni 2000     | Götzis |
| kogelstoten          | 14,29 m   | 5 augustus 1997 | Athene |
| discuswerpen         | 44,88 m   | 6 augustus 1997 | Athene |
| speerwerpen          | 59,44 m   | 4 juni 2000     | Götzis |
| tienkamp             | 8153 p    | 4 juni 2000     | Götzis |

Indoor
| Onderdeel | Prestatie | Datum            | Plaats     |
| --------- | --------- | ---------------- | ---------- |
| zevenkamp | 5773 p    | 13 februari 2000 | Magglingen |

## Palmares

### Tienkamp
- 1992: 5e WK junioren - 7188 p
- 1997: 12e WK - 8107 p